# فقط باهاش کنار بیا
فقط باهاش کنار بیا (انگلیسی: Just Go with It) فیلمی در ژانر کمدی به کارگردانی دنیس داگن است که در سال ۲۰۱۱ منتشر شد. داستان آن دربارهٔ مردی است که با اینکه مجرد است تظاهر می‌کند متأهل است تا با نشان دادن اینکه زن (خیالیش) اذیتش می‌کند دختران را تور کند.

## چکیده داستان
دنی مکبی جراح پلاستیکی است که به دروغ برای خود ازدواجی ناخوشایند سر هم می‌کند تا زنها را متأثر و تور کند. او پس از روبرو شدن با زنی که به گمانش «بهترین انتخاب» است، مجبور می‌شود یک رشته دروغ سر هم کند که پیاپی بیشتر و بیشتر هم می‌شوند تا بتواند آن زن را اغوا و محسور خود کند و به سرعت دستیارش کاترین مورفی و فرزندان کاترین را نیز در این ماجرای خوش و آب و رنگ درگیر می‌کند.

## بازیگران
- جنیفر آنیستون
- آدام سندلر
- بروکلین دکر
- نیکول کیدمن
- دیو متیوس
- کوین نیلن
- مینکا کلی
- هایدی مونتاگ
- جکی سندلر
- ریچل درچ
- کارول سوزی
- بیلی مدیسن
- لری هیورینگ